# Declo
Declo – miasto w Stanach Zjednoczonych, w stanie Idaho, w hrabstwie Cassia.